# 니자역
니자역(일본어: 新座駅, にいざえき)은 일본 사이타마현 니자시에 있는 철도역이다.

## 타는 곳
| 1 | ■ 무사시노 선 | 니시코쿠분지·후추혼마치 방면                                                                     |
| 2 | ■ 무사시노 선 | 무사시우라와·미나미우라와·신마쓰도·니시후나바시 ■ 게이요 선에 직결 운행 도쿄·가이힌마쿠하리 방면 |

## 발차멜로디
출발 신호음은 다카다노바바역과 같은 만화 우주소년 아톰의 주제곡이 사용되고 있는데 데즈카 프로덕션의 제작실이 니자 시에 있기 때문이다.

## 역세권 정보
- 국도 제254호선

## 역사
- 1973년 4월 1일: 영업 개시.

## 인접역
| 동일본 여객철도 ■ 무사시노 선    | 동일본 여객철도 ■ 무사시노 선 | 동일본 여객철도 ■ 무사시노 선 |
| -------------------------------- | ----------------------------- | ----------------------------- |
| 히가시토코로자와 후추혼마치 방면 | 쾌속·보통                     | 기타아사카 니시후나바시 방면  |